# Kustbussen Norrlandskusten
|  |  | Unknown BSicon "KBHFa-L" | Unknown BSicon "KBHFa-R" |

|  |  | Stop on track | Straight track |

|  |  | Stop on track | Straight track |

|  |  | Unknown BSicon "HST-L" | Unknown BSicon "HST-R" |

|  |  | Stop on track | Straight track |

|  |  | Stop on track | Straight track |

|  |  | Unknown BSicon "HST-L" | Unknown BSicon "HST-R" |

|  |  | Stop on track | Straight track |

|  |  | Stop on track | Straight track |

|  |  | Unknown BSicon "BHF-L" | Unknown BSicon "BHF-R" |

|  |  | Unknown BSicon "HST-L" | Unknown BSicon "HST-R" |

|  |  | Unknown BSicon "HST-L" | Unknown BSicon "HST-R" |

|  | Head stop | Straight track | Straight track |

|  | Unknown BSicon "HST-L" | Unknown BSicon "HST-M" | Unknown BSicon "HST-R" |

|  | Unknown BSicon "HST-L" | Unknown BSicon "HST-M" | Unknown BSicon "HST-R" |

|  | Straight track | Unknown BSicon "HST-L" | Unknown BSicon "HST-R" |

|  | Stop on track | Straight track | Straight track |

|  | Unknown BSicon "BHF-L" | Unknown BSicon "BHF-M" | Unknown BSicon "BHF-R" |

|  | Unknown BSicon "KBHFe-L" | Unknown BSicon "BHF-M" | Unknown BSicon "BHF-R" |

|  |  | Unknown BSicon "HST-L" | Unknown BSicon "HST-R" |

|  |  | Unknown BSicon "HST-L" | Unknown BSicon "HST-R" |

|  |  | Unknown BSicon "HST-L" | Unknown BSicon "HST-R" |

|  |  | Stop on track | Straight track |

|  |  | Stop on track | Straight track |

|  |  | Unknown BSicon "BHF-L" | Unknown BSicon "BHF-R" |

|  |  | Unknown BSicon "HST-L" | Unknown BSicon "HST-R" |

|  |  | Stop on track | Straight track |

|  |  | Stop on track | Straight track |

|  |  | Stop on track | Straight track |

|  |  | Unknown BSicon "HST-L" | Unknown BSicon "HST-R" |

|  |  | Stop on track | Straight track |

|  |  | Stop on track | Straight track |

|  |  | Stop on track | Straight track |

|  |  | Stop on track | Straight track |

|  |  | Straight track | Stop on track |

|  | Unknown BSicon "KBHFa-L" | Unknown BSicon "BHF-M" | Unknown BSicon "BHF-R" |

|  | Stop on track | Straight track | Straight track |

|  | Straight track | Unknown BSicon "HST-L" | Unknown BSicon "HST-R" |

|  | Unknown BSicon "HST-L" | Unknown BSicon "HST-M" | Unknown BSicon "HST-R" |

|  | Stop on track | Straight track | Straight track |

|  | Straight track | Unknown BSicon "HST-L" | Unknown BSicon "HST-R" |

|  | Unknown BSicon "BHF-L" | Unknown BSicon "BHF-M" | Unknown BSicon "BHF-R" |

|  | Unknown BSicon "HST-L" | Unknown BSicon "HST-M" | Unknown BSicon "HST-R" |

|  | Unknown BSicon "HST-L" | Unknown BSicon "HST-M" | Unknown BSicon "HST-R" |

|  | Unknown BSicon "HST-L" | Unknown BSicon "HST-M" | Unknown BSicon "HST-R" |

|  | Unknown BSicon "HST-L" | Unknown BSicon "HST-M" | Unknown BSicon "HST-R" |

|  | Unknown BSicon "HST-L" | Unknown BSicon "HST-M" | Unknown BSicon "HST-R" |

| Unknown BSicon "KBHFa-L" | Unknown BSicon "KBHFe-M" | Unknown BSicon "KBHFe-M" | Unknown BSicon "KBHFxe-R" |

| Stop on track |  |  | Unknown BSicon "exSTR" |

| Stop on track |  |  | Unknown BSicon "exSTR" |

| Stop on track |  |  | Unknown BSicon "exSTR" |

| Stop on track |  |  | Unknown BSicon "exHST" |

| Stop on track |  |  | Unknown BSicon "exSTR" |

| Station on track |  |  | Unknown BSicon "exBHF" |

| Unknown BSicon "eHST" |  |  | Unknown BSicon "exHST" |

| Unknown BSicon "eHST" |  |  | Unknown BSicon "exHST" |

| Stop on track |  |  | Unknown BSicon "exHST" |

| Station on track |  |  | Unknown BSicon "exBHF" |

| Stop on track |  |  | Unknown BSicon "exHST" |

| Stop on track |  |  | Unknown BSicon "exHST" |

| Stop on track |  |  | Unknown BSicon "exHST" |

| Stop on track |  |  | Unknown BSicon "exHST" |

| Stop on track |  |  | Unknown BSicon "exHST" |

| Station on track |  |  | Unknown BSicon "exBHF" |

| Stop on track |  |  | Unknown BSicon "exHST" |

| Straight track |  |  | Unknown BSicon "exHST" |

| Station on track |  |  | Unknown BSicon "exKBHFe" |

| End station |

|  |  |  |  |

|  |  |  |  |

|  |  | Unknown BSicon "KBHFa-L" | Unknown BSicon "KBHFa-R" |

|  |  | Stop on track | Straight track |

|  |  | Stop on track | Straight track |

|  |  | Unknown BSicon "HST-L" | Unknown BSicon "HST-R" |

|  |  | Stop on track | Straight track |

|  |  | Stop on track | Straight track |

|  |  | Unknown BSicon "HST-L" | Unknown BSicon "HST-R" |

|  |  | Stop on track | Straight track |

|  |  | Stop on track | Straight track |

|  |  | Unknown BSicon "BHF-L" | Unknown BSicon "BHF-R" |

|  |  | Unknown BSicon "HST-L" | Unknown BSicon "HST-R" |

|  |  | Unknown BSicon "HST-L" | Unknown BSicon "HST-R" |

|  | Head stop | Straight track | Straight track |

|  | Unknown BSicon "HST-L" | Unknown BSicon "HST-M" | Unknown BSicon "HST-R" |

|  | Unknown BSicon "HST-L" | Unknown BSicon "HST-M" | Unknown BSicon "HST-R" |

|  | Straight track | Unknown BSicon "HST-L" | Unknown BSicon "HST-R" |

|  | Stop on track | Straight track | Straight track |

|  | Unknown BSicon "BHF-L" | Unknown BSicon "BHF-M" | Unknown BSicon "BHF-R" |

|  | Unknown BSicon "KBHFe-L" | Unknown BSicon "BHF-M" | Unknown BSicon "BHF-R" |

|  |  | Unknown BSicon "HST-L" | Unknown BSicon "HST-R" |

|  |  | Unknown BSicon "HST-L" | Unknown BSicon "HST-R" |

|  |  | Unknown BSicon "HST-L" | Unknown BSicon "HST-R" |

|  |  | Stop on track | Straight track |

|  |  | Stop on track | Straight track |

|  |  | Unknown BSicon "BHF-L" | Unknown BSicon "BHF-R" |

|  |  | Unknown BSicon "HST-L" | Unknown BSicon "HST-R" |

|  |  | Stop on track | Straight track |

|  |  | Stop on track | Straight track |

|  |  | Stop on track | Straight track |

|  |  | Unknown BSicon "HST-L" | Unknown BSicon "HST-R" |

|  |  | Stop on track | Straight track |

|  |  | Stop on track | Straight track |

|  |  | Stop on track | Straight track |

|  |  | Stop on track | Straight track |

|  |  | Straight track | Stop on track |

|  | Unknown BSicon "KBHFa-L" | Unknown BSicon "BHF-M" | Unknown BSicon "BHF-R" |

|  | Stop on track | Straight track | Straight track |

|  | Straight track | Unknown BSicon "HST-L" | Unknown BSicon "HST-R" |

|  | Unknown BSicon "HST-L" | Unknown BSicon "HST-M" | Unknown BSicon "HST-R" |

|  | Stop on track | Straight track | Straight track |

|  | Straight track | Unknown BSicon "HST-L" | Unknown BSicon "HST-R" |

|  | Unknown BSicon "BHF-L" | Unknown BSicon "BHF-M" | Unknown BSicon "BHF-R" |

|  | Unknown BSicon "HST-L" | Unknown BSicon "HST-M" | Unknown BSicon "HST-R" |

|  | Unknown BSicon "HST-L" | Unknown BSicon "HST-M" | Unknown BSicon "HST-R" |

|  | Unknown BSicon "HST-L" | Unknown BSicon "HST-M" | Unknown BSicon "HST-R" |

|  | Unknown BSicon "HST-L" | Unknown BSicon "HST-M" | Unknown BSicon "HST-R" |

|  | Unknown BSicon "HST-L" | Unknown BSicon "HST-M" | Unknown BSicon "HST-R" |

| Unknown BSicon "KBHFa-L" | Unknown BSicon "KBHFe-M" | Unknown BSicon "KBHFe-M" | Unknown BSicon "KBHFxe-R" |

| Stop on track |  |  | Unknown BSicon "exSTR" |

| Stop on track |  |  | Unknown BSicon "exSTR" |

| Stop on track |  |  | Unknown BSicon "exSTR" |

| Stop on track |  |  | Unknown BSicon "exHST" |

| Stop on track |  |  | Unknown BSicon "exSTR" |

| Station on track |  |  | Unknown BSicon "exBHF" |

| Unknown BSicon "eHST" |  |  | Unknown BSicon "exHST" |

| Unknown BSicon "eHST" |  |  | Unknown BSicon "exHST" |

| Stop on track |  |  | Unknown BSicon "exHST" |

| Station on track |  |  | Unknown BSicon "exBHF" |

| Stop on track |  |  | Unknown BSicon "exHST" |

| Stop on track |  |  | Unknown BSicon "exHST" |

| Stop on track |  |  | Unknown BSicon "exHST" |

| Stop on track |  |  | Unknown BSicon "exHST" |

| Stop on track |  |  | Unknown BSicon "exHST" |

| Station on track |  |  | Unknown BSicon "exBHF" |

| Stop on track |  |  | Unknown BSicon "exHST" |

| Straight track |  |  | Unknown BSicon "exHST" |

| Station on track |  |  | Unknown BSicon "exKBHFe" |

| End station |

|  |  |  |  |

|  |  |  |  |

Norrlandskusten är ett nätverk av regionala busslinjer mellan Sundsvall och Haparanda som upphandlas av länstrafikbolagen i Västernorrland, Norr- och Västerbotten.
Den ursprungliga linjen har nummer 100 och körs på uppdrag av Trafikverket, Länstrafiken Norrbotten, Västerbotten och Västernorrland av Transdev. Ca 90 personer arbetar inom den, varav 70 stycken förare. Till tidtabellen 2012 togs sträckan Umeå - Sundsvall bort från linje 100 och sedan dess har busstrafiken mellan Umeå och Örnsköldsvik stadigt minskat, på grund av konkurrens från Norrtåg.Linjens logotyp var från början texten Kustbussen med tre stjärnor på var sida, detta ändrades 2010 till texten Norrlandskusten i likadan logotyp som Norrtåg.

## Samexistens med övrig regionaltrafik
Innan 2012 utgjordes trafiken av tre turer varannan timme på vardagar med avgång från ändhållplatserna på förmiddagarna och ankomst 10 timmar och 45 minuter senare. 
I linjenätet ingår även ett antal regionallinjer, mer om det i tabellen nedan. Fetmarkerade linjer trafikeras med bussar märkta med Norrlandskustens logotyp.
| Linjenummer | Trafikhuvudman                                                            | Operatör                    | Från         | Via            | Till        | Antal dubbelturer vardagar           |
| ----------- | ------------------------------------------------------------------------- | --------------------------- | ------------ | -------------- | ----------- | ------------------------------------ |
| 10          | Länstrafiken Västerbotten, Din Tur                                        | Ceris Resor                 | Sundsvall    | Örnsköldsvik   | Umeå        | Tre dubbelturer i 2012 års tidtabell |
| 12          | Länstrafiken Västerbotten                                                 | Transdev, Skelleftebuss     | Umeå         | Sikeå          | Skellefteå  | 12                                   |
| 14          | Länstrafiken Norrbotten                                                   | Granbergs Buss              | Luleå        | Antnäs, Ersnäs | Piteå       | 21                                   |
| 17          | Länstrafiken Västerbotten                                                 | Skelleftebuss               | Umeå         | Bygdeå         | Robertsfors | 4                                    |
| 20          | Länstrafiken Västerbotten, Länstrafiken Norrbotten                        | Transdev                    | Umeå         | Luleå          | Haparanda   | 12                                   |
| 20          | Länstrafiken Norrbotten                                                   | Transdev                    | Luleå        | Råneå          | Jämtön      | 2                                    |
| 21          | Länstrafiken Västerbotten                                                 | Skelleftebuss               | Umeå         | Burträsk       | Skellefteå  | 2-3                                  |
| 50          | Din Tur                                                                   | Byberg & Nordins Busstrafik | Örnsköldsvik | Ullånger       | Härnösand   | 9 varav en börjar i Ullånger         |
| 98          | Länstrafiken Västerbotten, Länstrafiken Norrbotten                        | Transdev                    | Umeå         | Luleå          | Haparanda   | 1, "Komfortbussen" pälsdjursförbud   |
| 100         | Länstrafiken Västerbotten, Länstrafiken Norrbotten                        | Transdev                    | Umeå         | Luleå          | Haparanda   | 5, Expressbuss                       |
| 100(5xx)    | Trafikverket, Länstrafiken Västerbotten, Länstrafiken Norrbotten, Din Tur | Veolia Transport            | Sundsvall    | Umeå           | Haparanda   | 7 varav 3 till Haparanda             |
| 201         | Din Tur                                                                   | Nobina                      | Sundsvall    | Timrå          | Härnösand   |                                      |

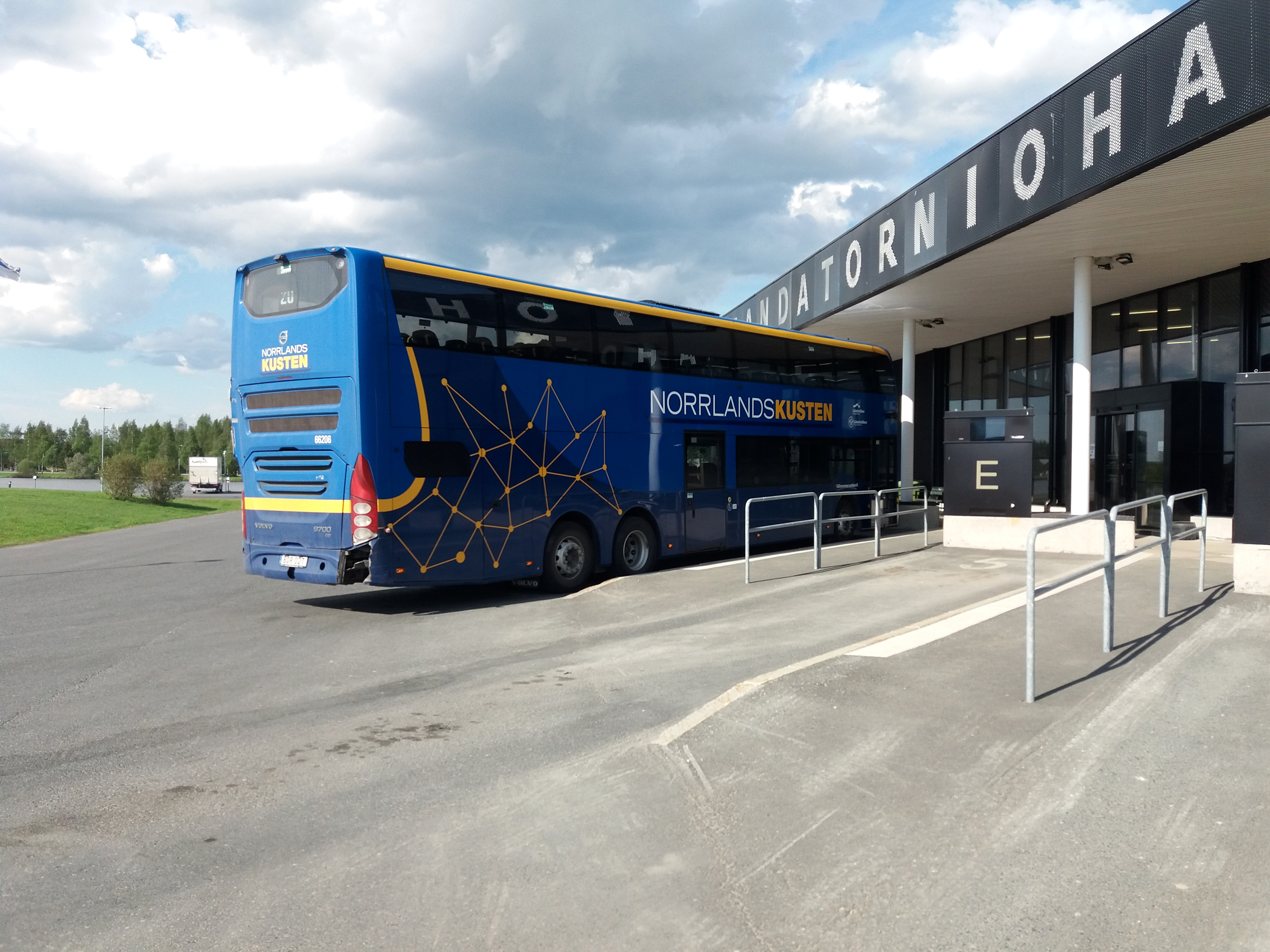
Norrlandskusten buss i Haparanda, linje 20

Linje 21 trafikeras med bussar märkta Norrlandskusten, men räknas egentligen inte till nätverket.
För att åtskilja trafiken på  de turer på linje 100 som utgick från Sundsvall med de som utgick från Umeå fick Kustbussarna från Sundsvall siffran 5 tillagt i sitt turnummer, exempelvis 10051 hos en avgång från Sundsvall jämfört med 10001 hos en avgång från Umeå. Detta är förklaringen till varför det finns en parentes "(5xx)" i tabellen ovan. Av samma anledning står "Veolia Transport" kvar som operatör för den ursprungliga Kustbussen, trots senare namnbyte.
Vid årsskiftet 2016/17 såldes Ceris Resor till Byberg & Nordins Busstrafik AB, samtidigt som nedläggningen av linje 10 trädde i kraft. 
För att ersätta linje 10 startades en linje mellan Örnsköldsvik och Härnösand med samma färdväg som linje 10 hade på delsträckan.

## Fordon (2010-2017)
Linje 10 kördes med treaxlade regionbussar av typ Setra S 417 ÜL. De övriga linjerna körs med treaxlade dubbeldäcksbussar från Scania med kaross från belgiska Van Hool. Dessa bussar drivs numera av biodiesel. Ibland förekommer även Scania OmniExpress som förstärkningsbuss på linje 100 till Haparanda.
Linje 20 har två dagliga dubbelturer mellan Luleå och Jämtön, även dessa trafikeras med OmniExpress.
Vissa avgångar förstärks med godsbussar av fabrikatet Volvo med B12M/B11R-chassi.
I slutet av 2016 lackerades Ceris Resors bussar om till Västernorrlands länsvakthavande (vitt med grön dekoreringen under fönstren) för att sedan köpas av Byberg & Nordin. Dessa bussar går nu på Länstrafiken Västerbottens linje 15 mellan Umeå och Vännäs via E12.

### ExpressPlus[3]
Längst bak på övre däck finns en affärsklassavdelning som sedan 13 september 2015 marknadsförs under namnet ExpressPlus. Denna avdelning består av nio platser, och erbjuder bredare säten med extra benutrymme samt fikaservering. Innan dess marknadsfördes konceptet helt enkelt som "affärsklass".